# Prevalje
Prevalje (njemački: Prävali) je grad i središte istoimene općine u sjevernoj Sloveniji, u blizini granice s Austrijom. Grad pripada pokrajini Koruškoj i statističkoj regiji Koruška.

## Stanovištvo
Prema popisu stanovništva iz 2002. godine Prevalje je imalo 4.504 stanovnika.

## Vanjske poveznice
- Službena stranica općine
- Satelitska snimka grada  Arhivirana inačica izvorne stranice od 29. srpnja 2017. (Wayback Machine)